# یوژف نادی
یوژف نادی (مجاری: József Nagy؛ زادهٔ ۲۱ اکتبر ۱۹۶۰) بازیکن فوتبال اهل مجارستان بود.
وی همچنین در تیم ملی فوتبال مجارستان بازی کرده‌است.